# Haematopis grataria
Haematopis grataria) là một loài bướm đêm thuộc họ Geometridae. It is found throughout Hoa Kỳ. In Canada it is found from Quebec to Alberta, phía bắc đến the Northwest Territories.
Sải cánh dài 20–25 mm. Con trưởng thành bay từ tháng 5 đến tháng 10. It is a day-flying species.
Ấu trùng ăn various low-growing plants, bao gồm Stellaria, Polygonum và clover.

## Hình ảnh

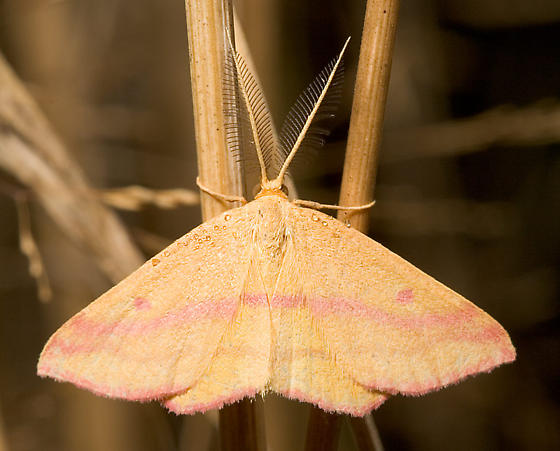

- Tập tin:Tập